# Bassing
Bassing é uma comuna francesa na região administrativa de Grande Leste, no departamento de Mosela. Estende-se por uma área de 6,3 km². Em 2010 a comuna tinha 121 habitantes (densidade: 19,2 hab./km²).